# Велика артіль
Велика артіль — створене засланими на каторгу декабристами артільне господарство для задоволення особистих потреб її учасників. Її статут був прийнятий на загальних зборах декабристів 2 березня 1831 року. Цей день вважається датою відліку кооперативного руху в Росії.

## Історія
Заслані на каторгу до Сибіру на каторгу декабристи створили в Читинському острозі артільне господарство з громадським харчуванням і городами. Артіль являла собою добровільну організацію, керівник якої обирався декабристами. Першим керівником артілі був декабрист, колишній полковник Повало-Швейковський Іван Семенович. Через рік його змінив колишній поручик барон Андрій Розен. Третім господарем артілі став декабрист Бобрищев-Пушкін Павло Сергійович, одночасно математик, поет, столяр і кравець-самоучка. У Читі артіль ще не мала статуту. 
У 1830 році декабристи були переведені з Чити до Петровський Завод. Тут вони прийняли статут артілі, розроблений комісією у складі Івана Пущина,  Митькова і ще сімох декабристів. Складання статуту було офіційно дозволено царським генералом — комендантом острогу Станіславом Лепарським. Організація отримала звичну в російському народі назву артілі, а пізніше стала називатися Великої артіллю. У 1834 році декабристи створили Малу артіль (як свідчить Пущин), яка являє собою товариство взаємодопомоги з функціями позикового товариства. 
Велика артіль була кооперативом за формою і видом взаємодопомоги по суті. Її статут був прийнятий на загальних зборах декабристів 2 березня 1831 року. Статут складався з 13 розділів, 106 параграфів. 
Мета артілі декабристів полягала у задоволенні особистих потреб її учасників. Для досягнення поставленої мети створювалася річна громадська скарбниця, яка складалася з внесків-авансів членів артілі, пайка борошном та грошового забезпечення від скарбниці. Артіль не переслідувала мети отримання прибутку. 
Артіль будувала свою діяльність на засадах самоврядування. Важливим органом артілі була виборна постійна комісія, що складалася з голови, закупника товарів і бухгалтера-казначея. Обирався також городник. 
Забезпечувалися демократичні вибори до органів управління і контролю шляхом таємного голосування. При цьому кожен учасник мав право одного голосу.  Найактивнішими виборними керівниками Великої артілі були Пущин Іван Іванович, Микола Басаргін, Завалішин Дмитро Іринархович, Сутгоф Олександр Миколайович, Іван Горбачевський, Іван Якушкін, Олександр Поджіо. 
Велика артіль вела багатогранне господарство. Вона займалася громадським харчуванням і роздрібною торгівлею, мала городи по сусідству з в'язницею, відгодовувала закуплену і призначену для забою худобу, збувала надлишки овочів зі свого городу місцевим мешканцям. Кооператори організували побутові майстерні (кравецьку, взуттєву, палітурну), відкрили аптеку, перукарню, пральню і лазню. Торгова діяльність охоплювала не лише безпосередніх учасників артілі, але частково і прибулих до Сибіру слідом за чоловіками дружин декабристів. Велика артіль проіснувала до відправлення декабристів після каторги на поселення в 1839 році. Вона володіла багатьма ознаками кооперативу.

## Керівники Великої артілі

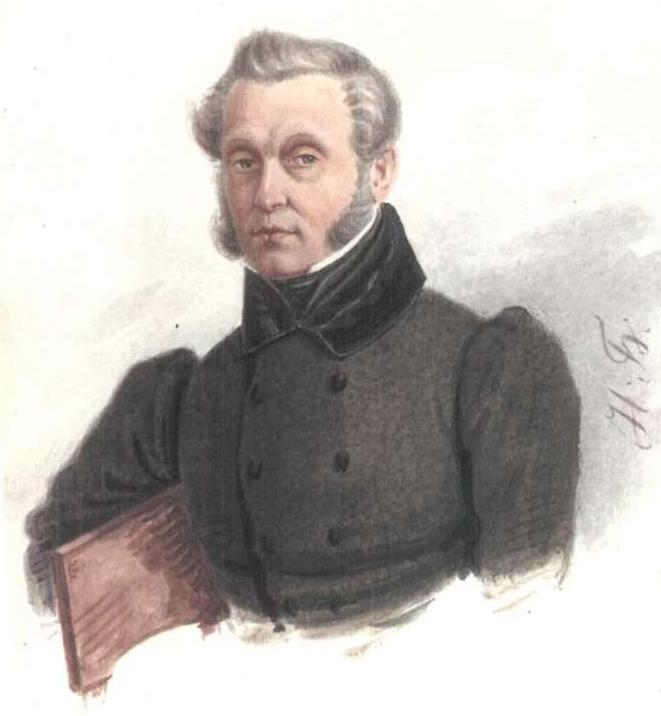
Повало-Швейковський Іван Семенович
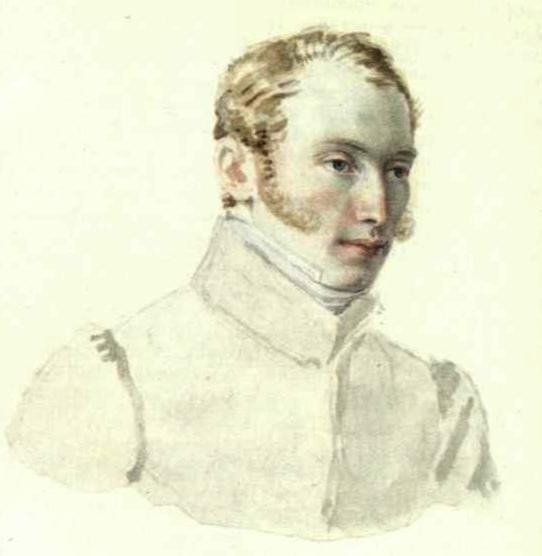
Розен Андрій Євгенович
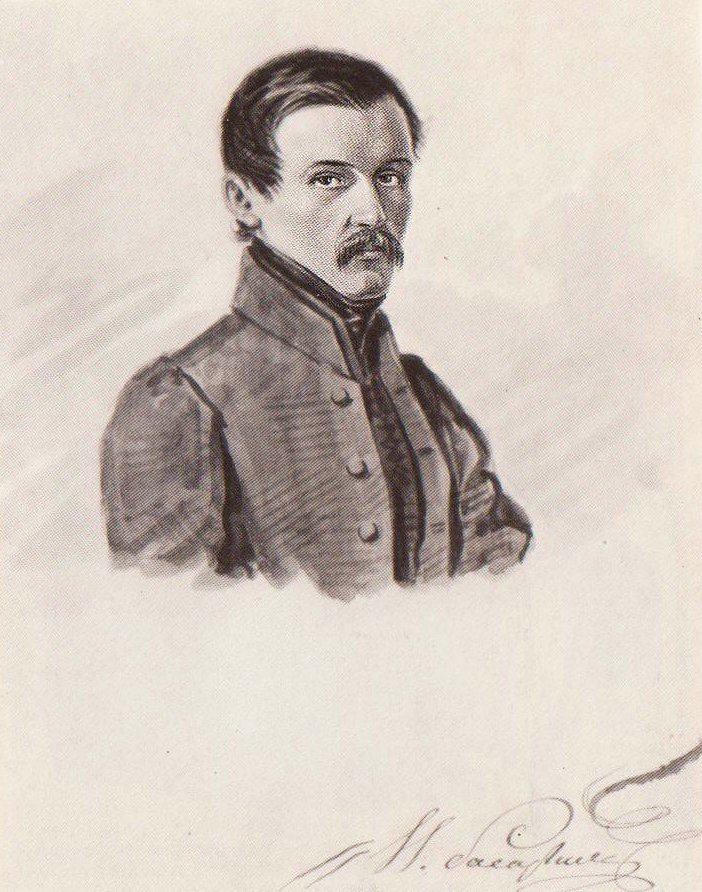
Басаргін Микола Васильович
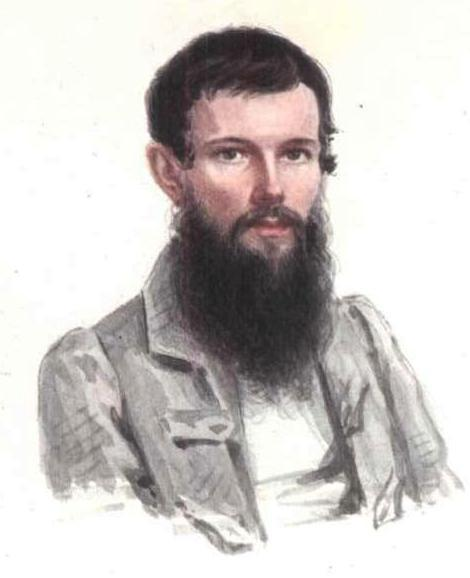
Завалішин Дмитро Іринархович
Сутгоф Олександр Миколайович
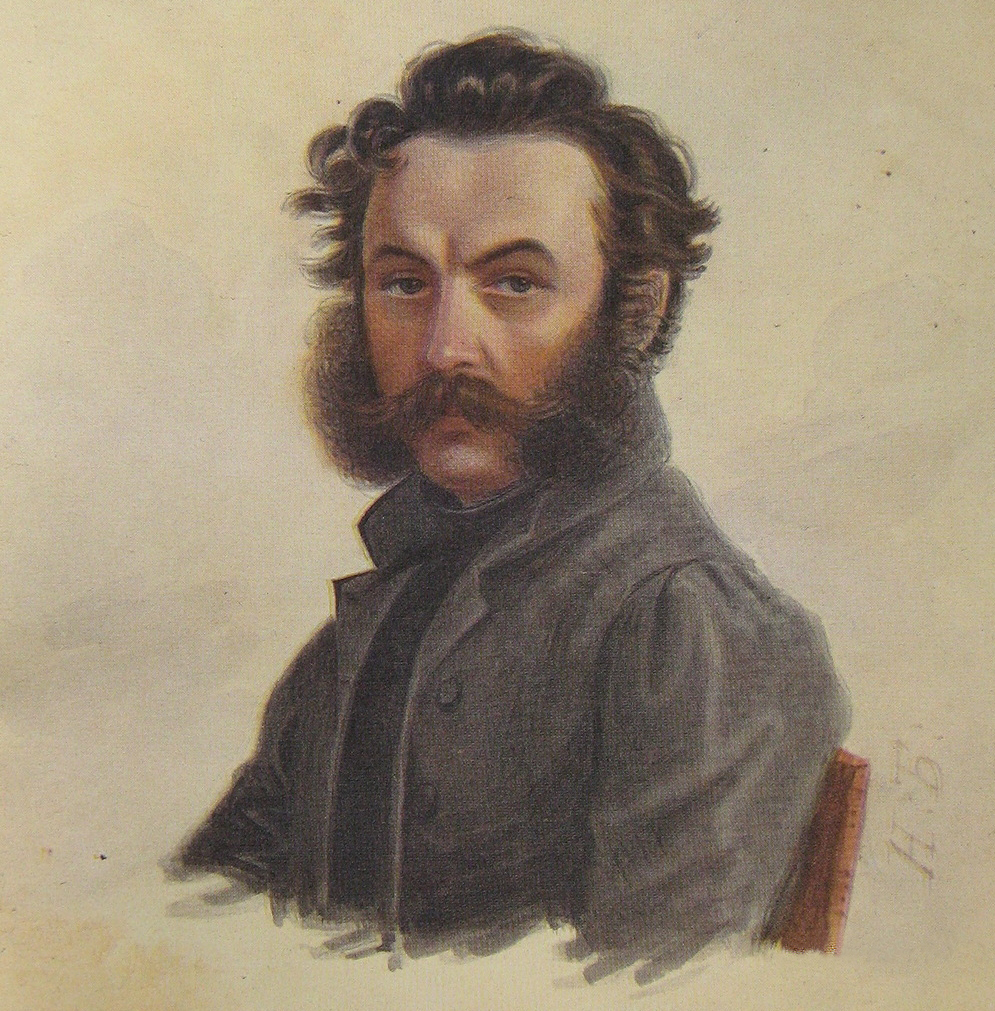
Горбачевський Іван Іванович